# Тулга
Тулга (Tulga) e крал на вестготите от 20 декември 639 до 17 април 642 г.
Той е син на Хинтила и след смъртта му е избран за крал. Още е малолетен.
Той е свален от трона чрез бунт на благородниците през 642. Нов крал става 79-годишният Хиндасвинт.
Тулга е изпратен в манастир и направен монах.